# Dysoxylum juglans
Dysoxylum juglans är en tvåhjärtbladig växtart som först beskrevs av Henry Fletcher Hance, och fick sitt nu gällande namn av Pellegrin. Dysoxylum juglans ingår i släktet Dysoxylum och familjen Meliaceae. Inga underarter finns listade i Catalogue of Life.